# Wesleyan University

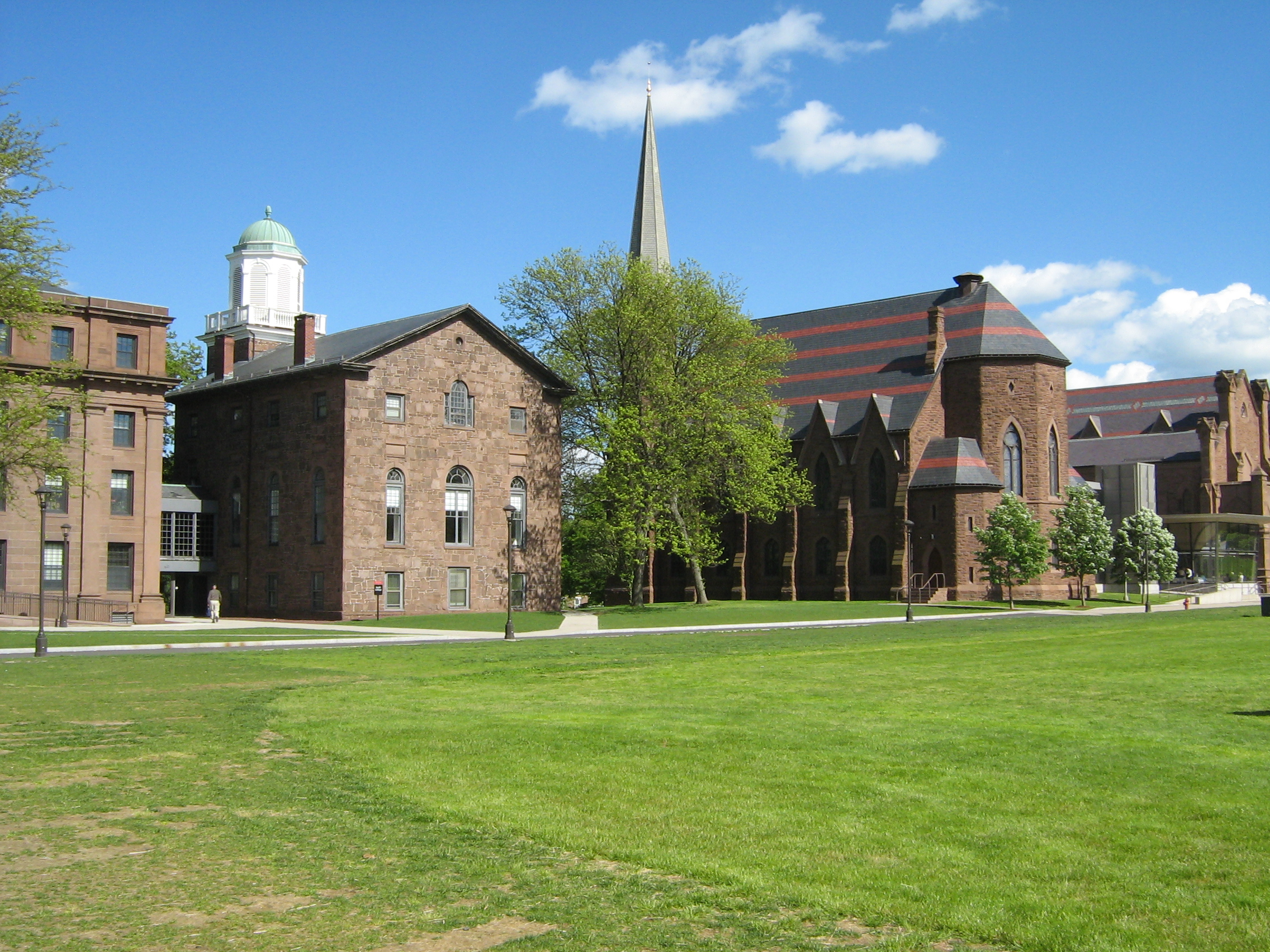
Kampus uniwersytetu

Wesleyan University (Uniwersytet Wesleyański, Uniwersytet Weslejański, Uniwersytet Wesleya) – amerykańska uczelnia z siedzibą w Middletown w stanie Connecticut. Powstała w 1831 roku i została nazwana na cześć Johna Wesleya, współtwórcy ruchu metodystycznego. 
Nauczanie odbywa się na 61 kierunkach studiów. Jesienią 2015 liczba studentów wynosiła 3138. W 2017 w rankingu uniwersytetów amerykańskich uczelnia uplasowała się na 21. pozycji. 
Drużyny sportowe uczelni noszą nazwę Wesley Cardinals i występują w NCAA Division III.